# Hureae
Hureae es una tribu de plantas perteneciente a la familia  Euphorbiaceae. Comprende 4 géneros.

## Géneros
- Algernonia
- Hura
- Ophthalmoblapton
- Tetraplandra